# Baréin en los Juegos Olímpicos de Río de Janeiro 2016
Baréin participa en los Juegos Olímpicos de 2016 en Río de Janeiro, Brasil, del 5 al 21 de agosto de 2016.
El nadador Farhan Saleh fue el abanderado en la ceremonia de apertura.

## Medallistas
| Medalla          | Nombre       | Deporte   | Evento                      | Fecha        |
| ---------------- | ------------ | --------- | --------------------------- | ------------ |
| Medalla de oro   | Ruth Jebet   | Atletismo | -3000 m obstáculos femenino | 15 de agosto |
| Medalla de plata | Eunice Kirwa | Atletismo | -Maratón femenino           | 14 de agosto |

## Atletas
La siguiente tabla muestra el número de atletas en cada disciplina:
| Deporte   | Hombres | Mujeres | Total |
| --------- | ------- | ------- | ----- |
| Atletismo | 18      | 13      | 31    |
| Natación  | 1       | 1       | 2     |
| Lucha     | 1       | 0       | 1     |
| Tiro      | 1       | 0       | 1     |
| Total     | 21      | 14      | 35    |